# Solomiac
Solomiac é uma comuna francesa na região administrativa de Occitânia, no departamento de Gers. Estende-se por uma área de 13,8 km². Em 2010 a comuna tinha 485 habitantes (densidade: 35,1 hab./km²).